# Филиппини, Лукия
Святая Лукия (Лючия) Филиппини (итал. Lucia Filippini, 13 января 1672, Тарквиния, Папская область — 25 марта 1732, Монтефьясконе, Папская область) — итальянская монахиня, основала религиозный институт «Благочестивых наставниц Филиппини» (итал. Maestre Pie Filippini), более известный как «Сёстры Филиппини».

## Жизнь
Родилась в 1672 году в Корнето (ныне Тарквиния) в семье Филиппо Филиппини и Маддалены Пикки. В 6-летнем возрасте осиротела и переехала жить к тёте и дяде, которые были аристократами. Они поощряли религиозность девочки, доверив её образование бенедиктинским монахиням в Санта-Лючии.
Кардинал Маркантонио Барбариго, епископ Монтефьясконе, доверил ей основание школ для девочек в епархии. Вместе со святой Розой Венерини они основали институт «Благочестивых наставниц Филиппини», где девушек Монтефьясконе обучали домоводству, ткачеству, вышиванию, чтению и христианскому учению. При жизни Филиппини было основано пятьдесят две школы. Папа Климент XI в 1707 году поручил сестре Лукии открыть школы в Риме, которые поместил под свою протекцию.
Филиппини скончалась от рака груди в 1732 году в Монтефьясконе.

## Почитание
Папа Пий XI беатифицировал Филиппини 13 июня 1926 года и канонизировал 22 июня 1930 года. Её статую можно увидеть в первой верхней нише от главного входа с левой (южной) стороны нефа собора Святого Петра.
День памяти — 25 марта.